# Samar Jazbek

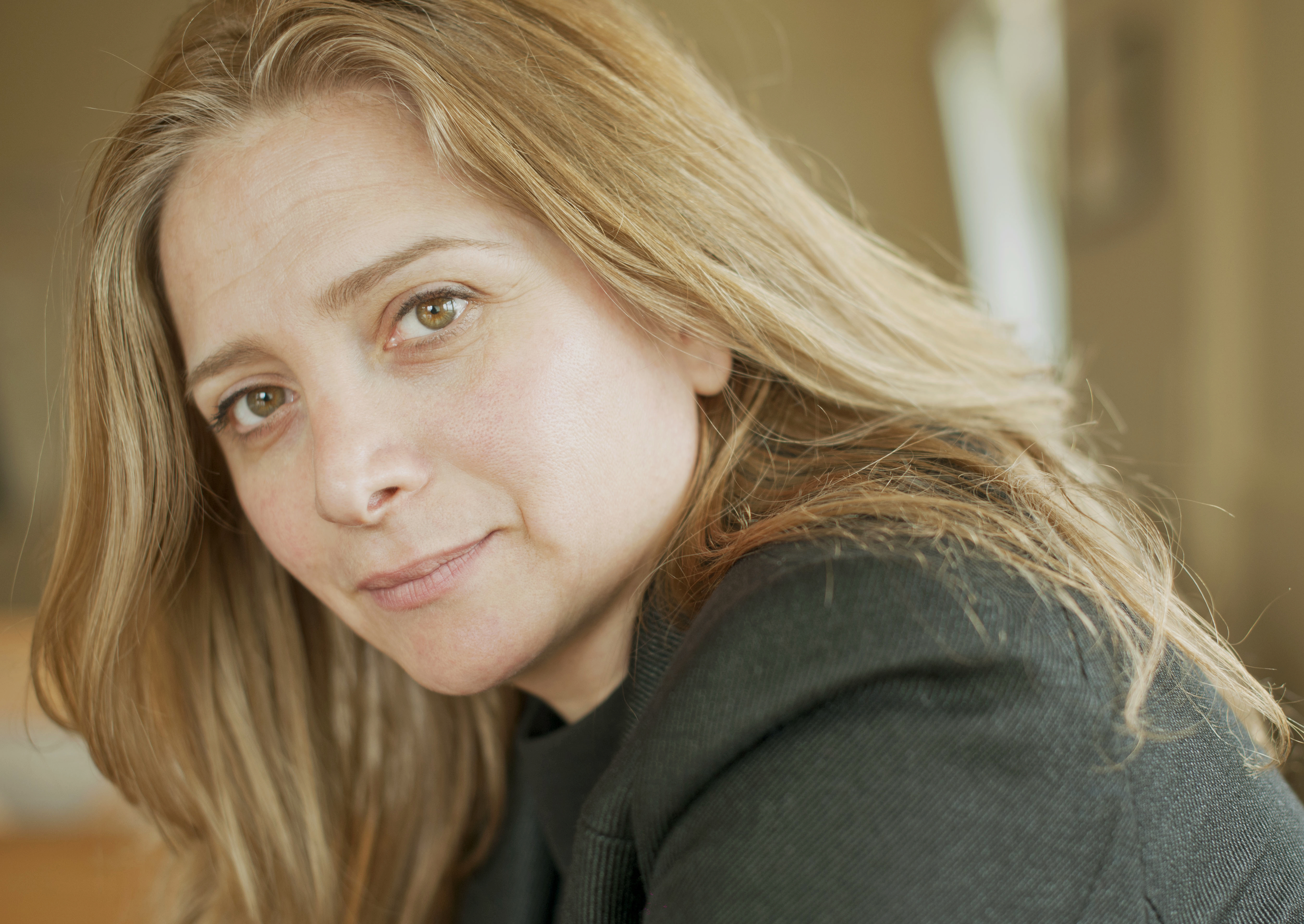
Samar Jazbek

Samar Jazbek (arab. سمر يزبك Samar Yazbik, ur. 1970 w Dżabli, Syria) – syryjska pisarka, scenarzystka i dziennikarka zaangażowana na rzecz obrony praw człowieka, sprzeciwiająca się dyktaturze Baszszara al-Asada. Od 2011 roku mieszka na emigracji w Paryżu.

## Życiorys
Samar Jazbek urodziła się w społeczności alawitów, z której pochodzi m.in. rządzący Syrią od 1971 roku klan Al-Asadów. W 2011 roku poparła protesty antyrządowe w Syrii, przyłączając się tym samym do opozycji. Nękana przez reżimowe siły bezpieczeństwa, w lipcu 2011 wyjechała z kraju do Paryża, w którym mieszka obecnie.

## Twórczość
Jej debiutem pisarskim był opublikowany w Damaszku w 1999 roku zbiór opowiadań pt. Bakat charif (arab. Bukiet jesienny); w 2002 roku ukazał się kolejny, zatytułowany Mufradat imra'a (arab. Słownictwo kobiety). Jej kolejnymi utworami literackimi były powieści, m.in. Tiflat as-sama (2002) (arab. Dziewczynka z nieba), Salsal (2005) (arab. Glina) i Ra'ihat al-kirfa (2008) (arab. Zapach cynamonu).
Po wybuchu rewolucji i wojny domowej w Syrii w 2011 roku w swoich utworach relacjonowała jej przebieg z perspektywy ludności i zbrojnej opozycji. W 2012 roku opublikowała literacki opis pierwszych miesięcy rewolucji książkę pt. Takatu niran: Min jaumijjat al-intifada as-surijja (arab. Krzyżowy ogień: Dzienniki z powstania syryjskiego), przełożoną na język angielski jako A women in the crossfire: Diaries of the Syrian revolution, tłum. Max Weiss, Londyn).  Jazbek trzykrotnie udawała się do ogarniętej wojną Syrii, przekraczając nielegalnie granicę z terytorium Turcji, a owocem jej obserwacji była książka pt. Bawwabat ard al-adam (arab. Bramy do ziemi nicości), przełożona na język angielski jako The crossing: My journey to the shattered heart of Syria (tłum. Nashwa Gowanlock i Ruth Ahmedzai Kemp). Na podstawie przekładu angielskiego w Polsce ukazała się w 2016 roku pt. Przeprawa: Moja podróż do pękniętego serca Syrii (Kraków, Karakter, tłum. Urszula Gardner).
O wojnie domowej w Syrii opowiada najnowsza powieść Samar Jazbek pt. Idąca (wyd. pol. 2023).

## Utwory tłumaczone na język polski
- Przeprawa: Moja podróż do pękniętego serca Syrii (Kraków, Karakter, 2016, tłum. Urszula Gardner)
- Idąca (Katowice, Wydawnictwo Sonia Draga, 2023, tłum. Marcin Michalski).